# Gare de Lisieux
Gare de Lisieux vasútállomás Franciaországban, Lisieux településen.

## Vasútvonalak
Az állomást az alábbi vasútvonalak érintik:
- Mantes-la-Jolie–Cherbourg-vasútvonal
- Lisieux–Trouville - Deauville-vasútvonal

## Kapcsolódó állomások
A vasútállomáshoz az alábbi állomások vannak a legközelebb:
- Gare de Bernay
- Gare du Grand-Jardin
- Gare de Mézidon
- Gare de Caen